# Award of Garden Merit

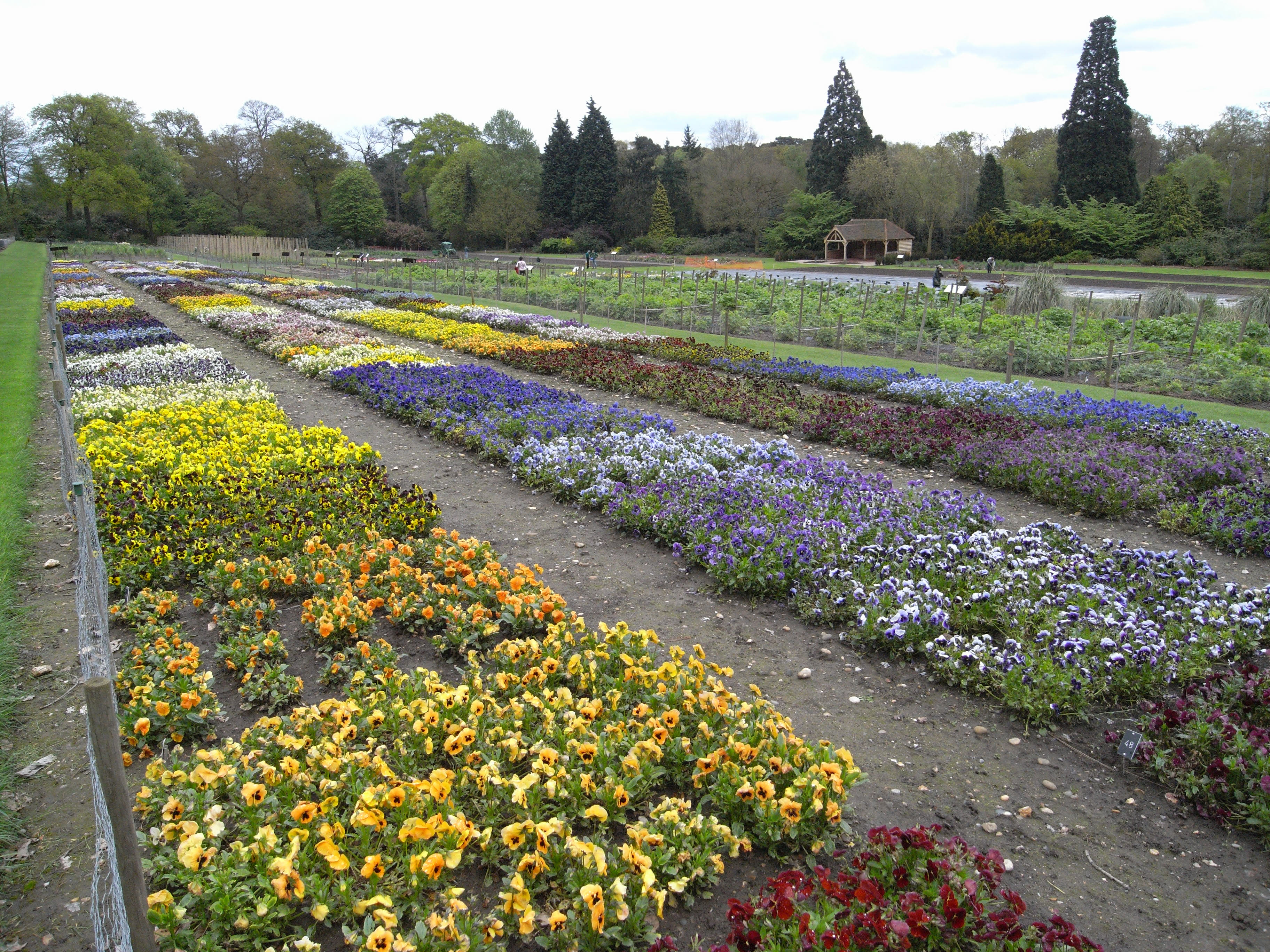
Zkušební pole ve RHG Wisley Garden, kde jsou posuzovány rostliny pro Award of Garden Merit

Award of Garden Merit, zkráceně AGM, je ocenění britské The Royal Horticultural Society (RHS) udělované zahradním rostlinám. Ceny jsou udělovány každoročně. Rozhodnutí o udělení ceny vyplývá z testování rostlin v RHS Garden ve Wisley nebo dalších institucích RHS, případně po pozorování rostlin specialisty. Cílem hodnocení je posouzení kvality rostlin vypěstovaných v podmínkách Velké Británie.
Pro získání tohoto prestižního ocenění:
- musí být rostlina k dispozici
- musí být výjimečná pro zahradnickou výzdobu nebo jiné využití
- musí mít dobrou konstituci
- musí být relativně nenáročná
- nesmí být zvláště náchylná k nějakému škůdci nebo nemoci

Od roku 1989 má Francie podobné ceny nazvané Merites de Courson.